# Hegyi Bernát (Szomszédok)
Hegyi Bernát (Kutya) nyugdíjas színházi főügyelő, közös képviselő, a Szomszédok című magyar telenovella szereplője. Raksányi Gellért alakította.
Hegyi Kutya (ahogy a sorozatban nevezték) Böhm (Máriáss József) halála után, Takács István kérésére lett a Lantos utcai háztömb közös képviselője. Nem a Lantos utca 8. szám alatt lakott, de a legtöbb idejét ennek a lépcsőháznak az olvasószobájában töltötte. Legjobb barátja Sümeghy Oszkár (Palócz László), akivel a szabadidejében kisebb tétekben fogadva kártyáznak és több lakótelepi lakóval (elsősorban a már említett Takival és Sümeghyvel, illetve Vágási Ferivel)   önkéntes védőegyletet alkottak. Egyszer a posta kirablását is meghiúsítják.  Barátnője Mimike, a postáskisasszony.

## Érdekességek
A Hegyi Bernátot alakító színész, Raksányi Gellért beceneve Kutyu volt.
Kutyájának a neve Jágó.